# 1er corps de réserve royal bavarois
Pour les articles homonymes, voir 1er corps.
Le 1er corps de réserve royal bavarois de l'armée bavaroise est créé le 2 août 1914, dans le cadre de la mobilisation au début de la Première Guerre mondiale.

## Histoire
Le corps est formé en août 1914 et est déployé sur le front occidental tout au long de la guerre. Au début de la guerre, il est implanté en Lorraine, puis à partir d'octobre 1914 définitivement dans la région d'Arras dans le secteur de la 6e armée. À partir d'août 1916, il fait partie du groupe d'armées « Prince héritier Rupprecht » et en février 1918, il est affecté à la 17e armée nouvellement formée.

### Première Guerre mondiale

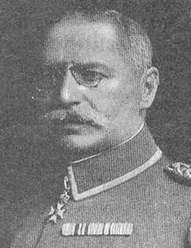
Karl von Fasbender

Le 10 août 1914, Karl von Fasbender (de) prend la direction du corps subordonné à la 6e armée dans la région de Sarreguemines. En remontant la Sarre, le corps atteint Drulingen le 17 août et avance dans la zone au nord de Lauterfingen, où il établit le contact avec son voisin de droite, le 21e corps d'armée. Le matin du 20 août, le corps entre dans la bataille de Lorraine avec la 1er division de réserve depuis la zone de rassemblement à l'ouest de Mittersheim, pousse vers l'Est au-delà de Lauterfingen et perce les lignes du 6e corps (général Louis Taverna) de la 2e armée française lors de la bataille de Morhange. L'attaque des 1re et 5e divisions de réserve bavaroises pénètre par Avricourt sur Blâmont, d'autres parties du corps furent engagées pour enlever le fort de Manonviller. À l'aile gauche, le 1er corps d'armée royal bavarois sous le commandement du général d'infanterie Oskar von Xylander (de), accompagne la résistance du 8e corps français (général Marie Joseph de Castelli), reprend Sarrebourg et avance sur Baccarat. En août 1914, il est engagé lors de la bataille de la Trouée de Charmes entre Épinal et Toul.
À la suite de la course à la mer, le corps est transporté dans la région de Douai et y repousse le 2 octobre la 88e division territoriale hors de la ville. La 1re division de réserve (de) (lieutenant-général Alfred Göringer) avance via Cuincy et Esquerchin jusqu'au flanc Est d'Arras, tandis qu'au même moment la 70e division de réserve française se déploit, menaçante, sur le flanc du 1er corps de réserve. Le corps déploie immédiatement ses forces, son flanc droit couvert par le 5e régiment de cavalerie de réserve, et atteint la ligne à l'ouest des localités Drocourt-Bois Bernard-Izel en combattant. Le corps a l'ordre d'enlever Ecurie et Roclincourt, la ville d'Arras devant pour l'instant être seulement encerclée. Le 5 octobre, la 5e division de réserve (de) (général d'infanterie Friedrich Kreß von Kressenstein (de)) atteint Souchez et Thélus, les troupes de la 1re division de réserve se trouvent à proximité de Blangy. Ensuite, le corps d'armée ne peut dépasser les hauteurs de Vimy en raison des contre-attaques du 33e corps d'armée français (général Philippe Pétain). Le 6 octobre, cependant, la 9e brigade d'infanterie de réserve (major général Friedrich Ritter von Hurth) sécurise les hauteurs de Lorette et gravit le plateau d'Ablain St. Nazaire et Carency. Le corps se retranche sur la ligne pour laquelle il s'est battu et passe l'hiver dans la guerre des tranchées. À droite se trouve le 14e corps d'Armée, à gauche le 4e corps d'armée. Le 17 décembre 1914, de fortes attaques des 21e et 33e corps français sont repoussées contre la hauteur de Lorette et Carency. Le corps, sévèrement bousculé, cède le secteur nord entre Vermelles-Loretto-Souchez à la 28e division d'infanterie et se resserre entre Carency-La Targette-est d'Ecurie-est de Roclincourt-St Laurent sur l'avant-terrain nord d'Arras.
Lors de la bataille de Lorette du 9 mai au 23 juillet 1915, la 10e armée française tenta à nouveau de forcer la percée. Le 9 mai, le corps d'armée est attaqué par le 21e corps d'armée français (70e et 77e divisions et division de marine) et le 20e corps d'armée (11e et 39e divisions). La 5e division de réserve défend le secteur entre Carency et Ecurie. La 10e armée française, avec le 21e corps d'armée sous Paul Maistre réussit une percée de trois kilomètres de profondeur. Le 14 mai 1915, l'intensité des combats diminue et la 5e division de réserve peut être détachée du front. Lors de la bataille d'automne de La Bassée et d'Arras, du 23 septembre au 13 octobre 1915, le corps est également attaqué au sud de la Scarpe. Pour cela, il reçoit le 13e bataillon de chasseurs à pied (de) et des parties du 133e régiment d'infanterie (de) de l'armée saxonne, qui est en contact avec la 111e division d'infanterie à l'aile gauche. En septembre 1915, malgré un usage extrêmement massif de l'artillerie, les Français ne parviennent à nouveau pas à forcer une percée et les Bavarois parviennent à nouveau à résister à l'assaut.
Lors de la bataille de la Somme en juillet 1916, le corps est incorporé à la 2e armée (à partir du 19 juillet, zone de commandement AOK 1), d'abord en réserve dans la région de Combles . Le 13 août 1916 il prend la relève de la 8e division de réserve bavaroise (de), très éprouvée, des deux côtés de Maurepas. Le 5e division de réserve bavaroise résiste pendant des jours au combat, tient la localité, qui est définitivement tombée aux mains des Français le 24 août. Jusqu'à la relève fin août, le groupe Fasbender tient le front entre Combles et Clery, avec les 1re et 2e divisions de la Garde sous ses ordres. Lors des combats, la 5e division de réserve a perdu environ 4500 hommes et doit être retirée du front le 27 août. En septembre, le commandement général défend les positions des deux côtés et à Sailly contre les attaques des Français et est ensuite relevé par le 18e corps d'armée.
Lors de la bataille d'Arras au printemps 1917, le corps est de nouveau aux côtés du 6e armée ( Ludwig von Falkenhausen) sur l'ancien champ de bataille sur les hauteurs de Vimy, mais il ne peut plus être tenu en raison d'une incursion des Anglais dans la 14e division d'infanterie voisine. Le général commandant von Fasbender décide donc de faire reculer la défense d'environ cinq kilomètres afin de forcer l'artillerie anglaise à se déplacer vers un nouvel emplacement. Le 13 avril 1917, le corps d'armée s'installe dans la nouvelle position, d'autres avancées des Anglais entre le 23 et le 28 avril échouent. Le 3e corps d'armée royal bavarois (de), sous les ordres du général Hermann von Stein (de), prend la relève du 1er corps de réserve le 10 mai. Il réussit à repousser les attaques des troupes anglaises menées à grands frais et à établir une nouvelle ligne de front stable en reprenant le village de Fresnoy.
Au cours de l'offensive du printemps 1918, le corps fait partie de la 17e armée nouvellement formée (Otto von Below) et se déplace au nord de la Scarpe près de Gavrelle en direction d'Arras. L'« attaque de Mars » est attendue par la 3e armée britannique et se heurte à des positions bien préparées, elle ne progresse donc pas. Le corps d'armée doit se remettre en défense pendant les mois suivants. Après l'effondrement du front allemand lors de la bataille d'Amiens le 8 août 1918, les corps de la 3e armée britannique, positionnés plus au nord, étendent également leur attaque au sud de la Scarpe le 26 août et atteignent une brèche de onze kilomètres de large dans le secteur du corps. En septembre, le corps doit abandonner définitivement ses positions à l'Est d'Arras, longtemps disputées. Le 8 octobre, lors de la bataille de Cambrai, la 3e armée britannique perce à nouveau le front de la 17e armée allemande et libère la ville le lendemain. Après la percée du corps de cavalerie britannique près du Cateau, le général Otto von Below est remplacé le 12 octobre par le général Mudra. La 3e armée britannique repousse la 17e armée allemande jusqu'à Solesmes- Le Cateau lors de la bataille de la Selle le 20 octobre. À la fin de la guerre, le 1er corps de réserve bavarois combat avec les 187e et 208e divisions d'infanterie et la 10e division de remplacement (de) dans la région de Valenciennes et combat en retraite sur la ligne Anvers-Meuse jusqu'au 11 novembre 1918.

## Composition
Au début de la guerre, le corps est composé des troupes bavaroises suivantes :
- 1re division de réserve royale bavaroise (de)
  - 1er brigade d'infanterie de réserve
  - 2e brigade d'infanterie de réserve
  - 1er régiment de cavalerie de réserve
  - 1er régiment d'artillerie de réserve
  - 1re compagnie de réserve/1er bataillon du génie
- 5e division de réserve royale bavaroise (de)
  - 9e brigade d'infanterie de réserve
  - 11e brigade d'infanterie de réserve
  - 1er bataillon de chasseurs de réserve
  - 5e régiment de cavalerie de réserve
  - 5e régiment d'artillerie de réserve
  - 4e compagnie/2e bataillon du génie
  - 1re compagnie de réserve/2e bataillon du génie

## Général commandant
| Grade                  | Nom                     | Date                            |
| ---------------------- | ----------------------- | ------------------------------- |
| General der Infanterie | Karl von Fasbender (de) | 10 août 1914 au 8 novembre 1918 |